# بدون اجازه
بدون اجازه فیلمی ایرانی محصول سال ۱۳۸۹ به کارگردانی مرتضی هرندی است فیلم بدون اجازه در سال ۱۳۸۹ در بخش مسابقه نگاه نو بیست و نهمین دوره جشنواره بین‌المللی فیلم فجر و بخش مسابقه سینمایی چهارمین جشنواره فیلم پلیس حضور داشته است.
فیلم بدون اجازه یکسال توسط وزارت ارشاد توقیف گردید و در ۱۴ تیر ۱۳۹۱ در سینمای تهران و سراسر ایران به نمایش درآمد.
در این فیلم داریوش ارجمند، محمد کاسبی، نسرین مقانلو، مهدی پاکدل، امیریل ارجمند، حمید طالقانی، باران زمانی، فرج گلسفیدی، زهره حمیدی، ساناز کمالوند ایفای نقش نمودند و یاسمینا باهر نیز به عنوان بازیگر به سینما معرفی گردید، تهیه‌کننده فیلم بدون اجازه را محمود فلاح و شاهمیرحمیدی و تدوین و ساخت آنونس را واروژ کریم‌مسیحی بعهده داشته است.

## خلاصه داستان
یاسی دختری ۲۰ساله، بسیار شاد، رفیق باز و علاقه‌مند به خرید از طرف پدر ثروتمندش با محدودیت فراوانی روبرو است. از این رو در مسائل عاطفی خود بسیار محتاط عمل می‌کند تا اینکه در اتاق پِرو یک فروشگاه لباس …